# Kulturdenkmal

Kennzeichnung von Denkmalen in verschiedenen deutschen Bundesländern (ehemals DDR) basierend auf dem internationalen Emblem für Kulturgut

Ein Kulturdenkmal ist laut Duden ein Objekt oder Werk, „das als Zeugnis einer Kultur gilt und von [künstlerischem und] historischem Wert ist“. Kulturdenkmale gelten als das Gedächtnis eines Gemeinwesens. Die weltweit wertvollsten Kulturdenkmäler zählen zum UNESCO-Welterbe.
Der Duden definiert Denkmal – soweit damit nicht ein zum Zweck des Gedenkens geschaffenes Denkmal oder ein Naturdenkmal gemeint ist – als ein „erhaltenes [Kunst]werk, das für eine frühere Kultur Zeugnis ablegt“. Der Begriff Denkmal ist etwas allgemeiner, weil hier nicht unbedingt ein hoher Wert gegeben ist. Tatsächlich werden Kulturdenkmal und Denkmal aber weitgehend als gleichbedeutende Begriffe (Synonyme) verwendet. Weitere eng verwandte Begriffe sind Kulturerbe und Kulturgut.
Der historische, gegebenenfalls auch künstlerische Wert – der Denkmalwert – und öffentliches Interesse führen in der Regel dazu, dass das Objekt amtlich unter Denkmalschutz gestellt wird. Die Denkmalpflege kümmert sich um die Erhaltung von Denkmalen.
Neben dem nationalen Denkmalschutz versuchen Organisationen wie die UNESCO und Blue Shield International Kulturdenkmale zu schützen. In Kriegen sind Kulturdenkmale besonders gefährdet. Schon in der Antike wurden in Kriegen beispielsweise Tempel des Feindes oft gezielt zerstört.

## Zum Begriff

### Begriffsgeschichte

Kennzeichnung von Denkmalen in Nordrhein-Westfalen

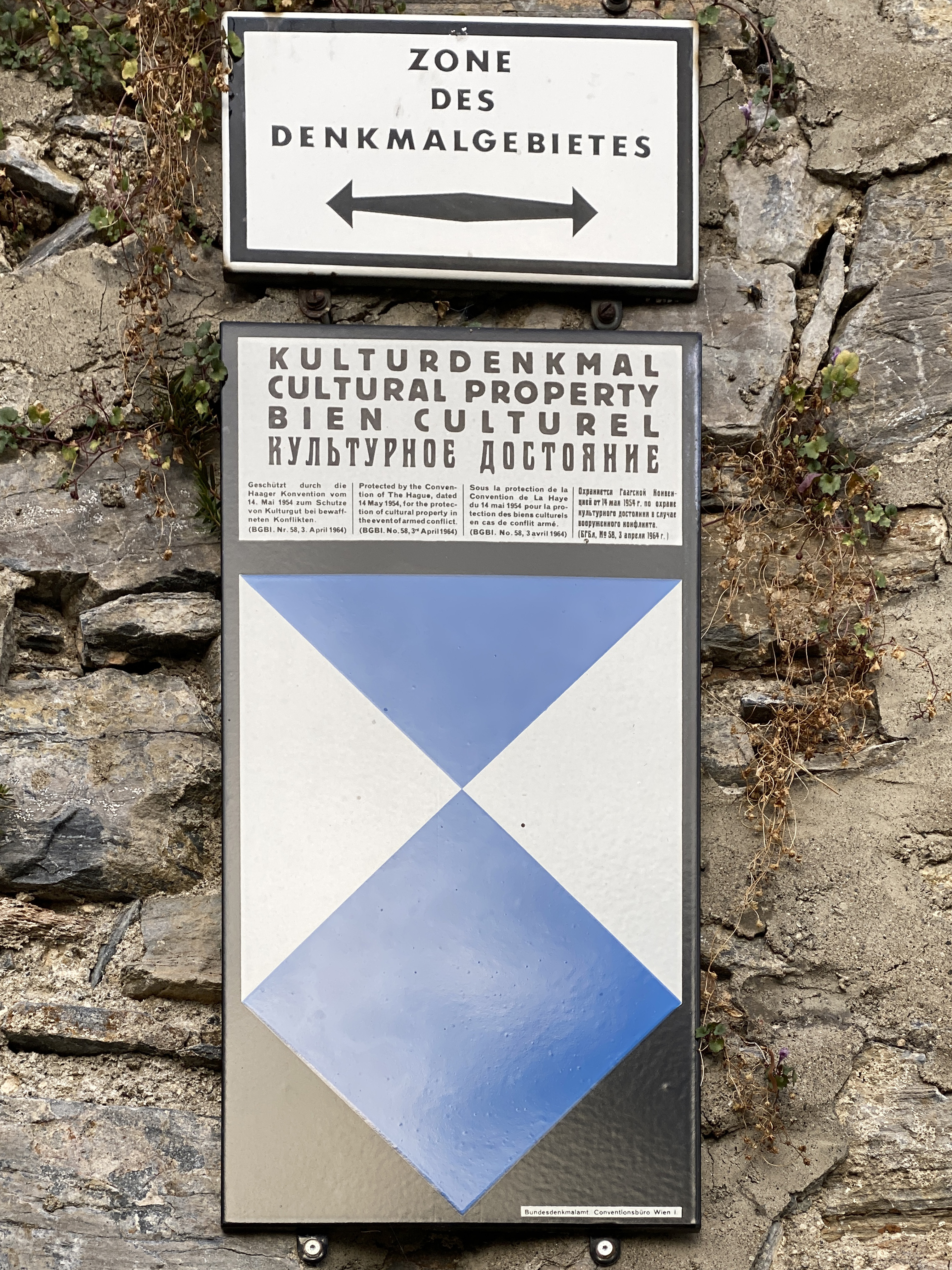
Kennzeichnung an einem geschützten Objekt in Bruck an der Mur, Österreich

In der ersten Hälfte des 19. Jahrhunderts fanden sich private Altertumsvereine zusammen, die sich das Ziel der „Aufsuchung, Erhaltung, Erläuterung und Abbildung historisch oder künstlerisch wichtiger Denkmäler der vaterländischen Vorzeit“ gaben, beispielsweise der 1825 im Königreich Sachsen gegründete Königlich sächsische Verein zur Erforschung und Erhaltung vaterländischer Alterthümer (siehe auch Entwicklung des Denkmalschutzes in Sachsen).
Der Begriff der (vaterländischen) Alterthümer wurde im Zuge der in der zweiten Hälfte des 19. Jahrhunderts erfolgenden Inventarisation aufgeteilt. Die beauftragten Inventare der Bau- und Kunstdenkmäler unterschieden zwischen den bewahrenswerten Bauwerken (Baudenkmale wie Kirchen, Schlösser, Herrenhäuser) und den bewahrenswerten Kunstschätzen und künstlerischen Denkmalen (Kunstdenkmale wie Kirchenausstattungen, Statuen und Reiterdenkmäler). Diese Aufteilung war nicht verpflichtend. Noch im Jahr 1900 beauftragte der erste Tag für Denkmalpflege den Kunsthistoriker Georg Dehio mit der Aufgabe, ein deutschlandweites Handbuch aller schützenswerten Objekte zu erstellen, das Handbuch der deutschen Kunstdenkmäler.
Im Jahr 1902 wurde im Großherzogtum Hessen mit dem Gesetz, den Denkmalschutz betreffend das erste deutsche kodifizierte Denkmalschutzgesetz erlassen. Neben den Abschnitten, die sich mit Denkmälern und Baudenkmälern im Besitz von Privatpersonen befassen, führt es auch den Begriff der Naturdenkmäler ein. Im Jahr 1919 beschrieb die Weimarer Verfassung Umfang und Aufteilung des Denkmalschutzes folgendermaßen: „Die Denkmäler der Kunst, der Geschichte und der Natur sowie die Landschaft genießen den Schutz und die Pflege des Staates.“
Der Begriff des Kulturdenkmals taucht erst später auf, so im Langtitel des 1934 verabschiedeten, zur Weimarer Zeit ab 1926 entstandenen sächsischen Heimatschutzgesetzes: Gesetz zum Schutze von Kunst-, Kultur- und Naturdenkmalen, womit Kulturdenkmal wohl den Begriffsumfang des Denkmals der Geschichte aus der Weimarer Verfassung annahm.
Die DDR verankerte 1952 mit der republikweiten Verordnung zur Erhaltung und Pflege der nationalen Kulturdenkmale den Begriff der Kulturdenkmale, schaffte ihn jedoch bereits 1961 mit der Verordnung über die Pflege und den Schutz der Denkmale wieder ab, da diese nach dem Mauerbau auf einem anderen Nationalkulturbegriff basierte (siehe auch Denkmalschutz in der DDR).

### Verwendung der Begriffe Kulturdenkmal und Denkmal
In den Denkmalschutzgesetzen von zehn deutschen Bundesländern (Baden-Württemberg, Bremen, Hessen, Niedersachsen, Rheinland-Pfalz, Saarland, Sachsen, Sachsen-Anhalt, Schleswig-Holstein und Thüringen) wird der Begriff „Kulturdenkmal“ verwendet, in den Denkmalschutzgesetzen der anderen sechs Bundesländer (Bayern, Berlin, Brandenburg, Hamburg, Mecklenburg-Vorpommern und Nordrhein-Westfalen) der Begriff „Denkmal“.
Die Deutsche Stiftung Denkmalschutz verwendet etwa zur Hälfte den Begriff „Kulturdenkmal“, zur Hälfte „Denkmal“.
Im österreichischen Denkmalschutzgesetz wird der Begriff Denkmal verwendet. In Albanien gibt es Kulturdenkmale (monumente kulturore), in Tschechien Nationale Kulturdenkmale (národní kulturní památka).

## Arten von Denkmalen (Auswahl)

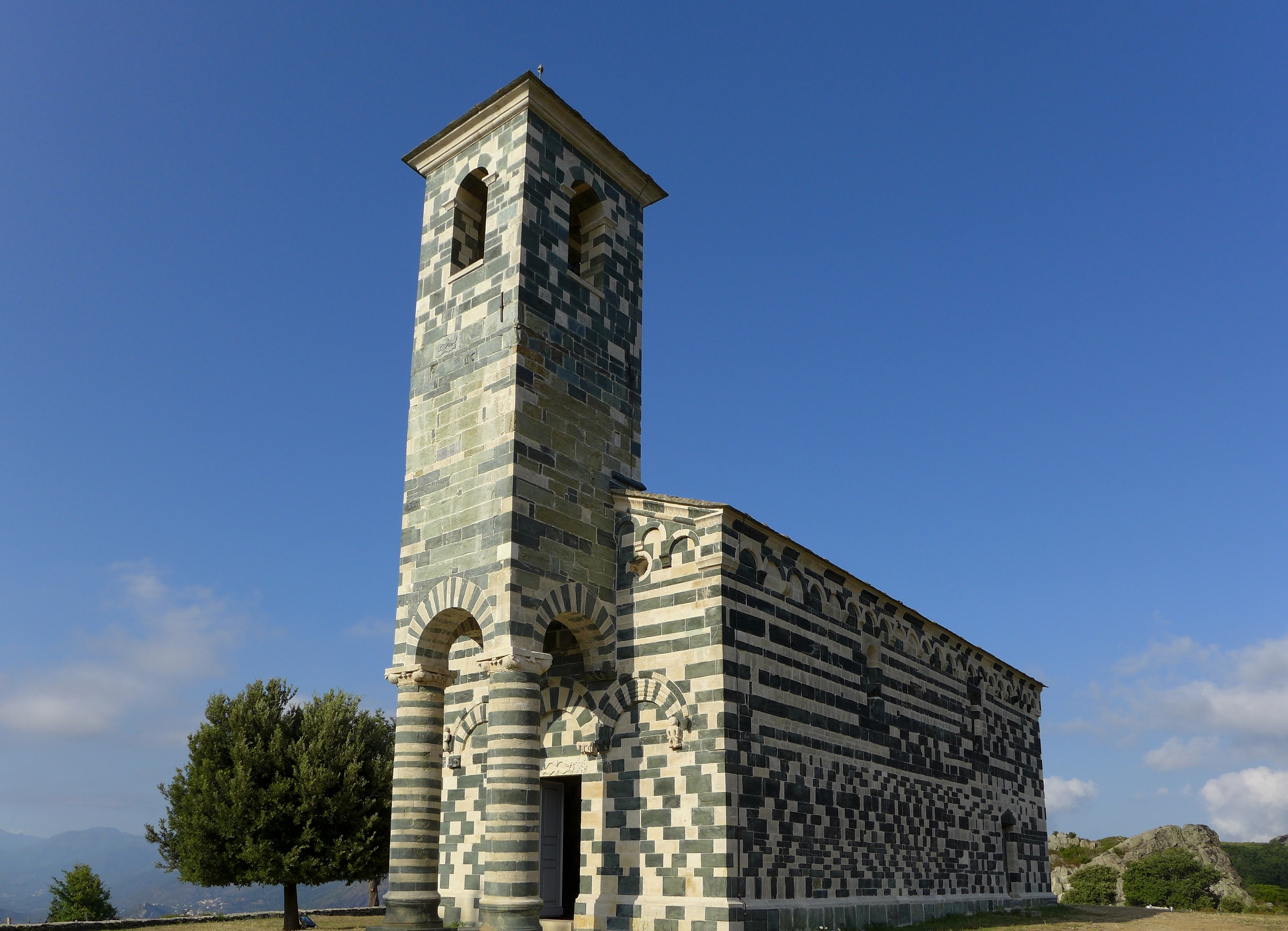
Einzeldenkmal: San Michele de Murato, Korsika

### Nach Eigenständigkeit
- Einzeldenkmal
- Ensembledenkmal, Gesamtanlage
- Mehrheit von baulichen Anlagen (MbA)

### Nach Größe
- Kleindenkmal
- Flächendenkmal, flächenhaftes Denkmal – in der DDR wurden Internationale, Nationale und Regionale Flächendenkmale ausgewiesen
- Geschützte Kulturlandschaft (siehe dazu Kulturlandschaftsschutz)

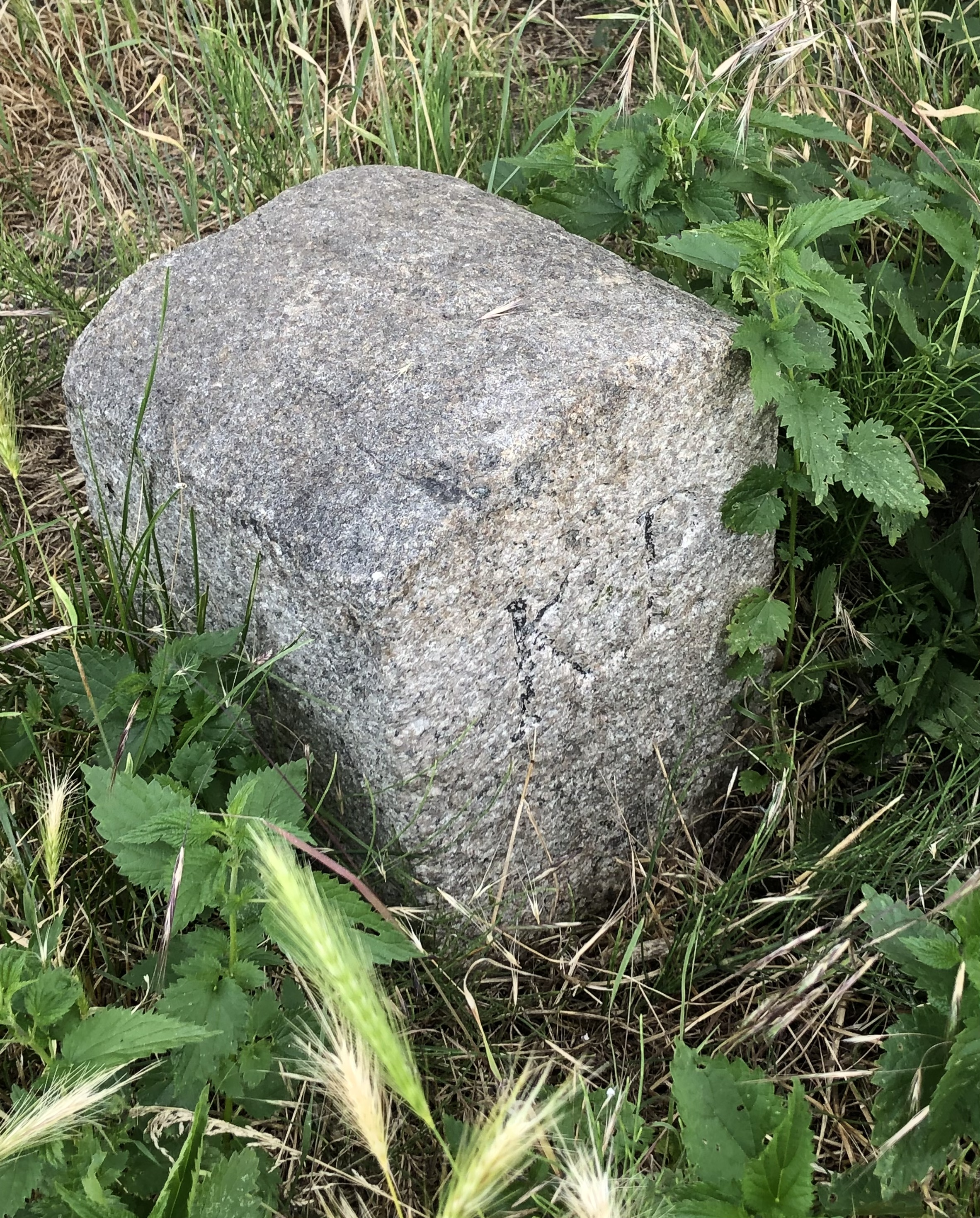
Kleindenkmal: ein Grenzstein
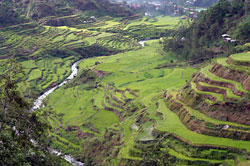
Kulturlandschaft: Reisterrassen von Banaue, Philippinen

### Nach Beweglichkeit
- Bewegliches Denkmal
- Unbewegliches Denkmal

### Nach der Lage
- Bodendenkmal, ein Denkmal, das noch im Boden verborgen ist oder ausgegraben wurde, auch archäologisches Denkmal genannt
- Flurdenkmal, ein Denkmal außerhalb von Ortschaften, z. B. ein Wegkreuz

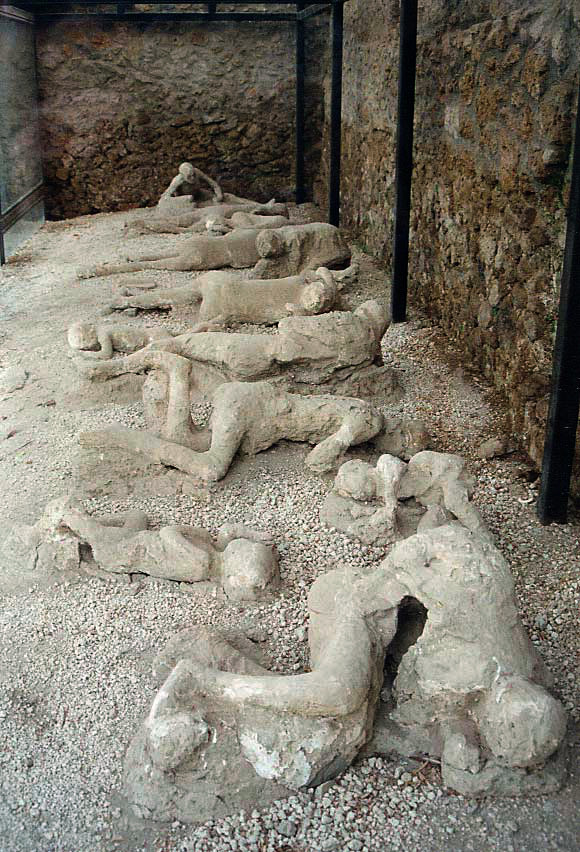
Bodendenkmal: Garten der Flüchtenden, Pompeji
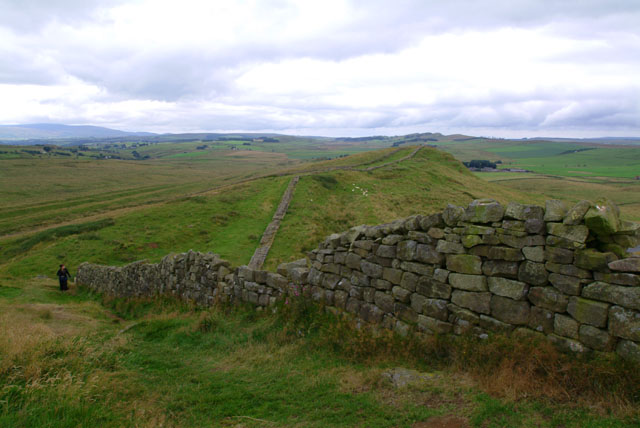
Bodendenkmal: Hadrianswall in England
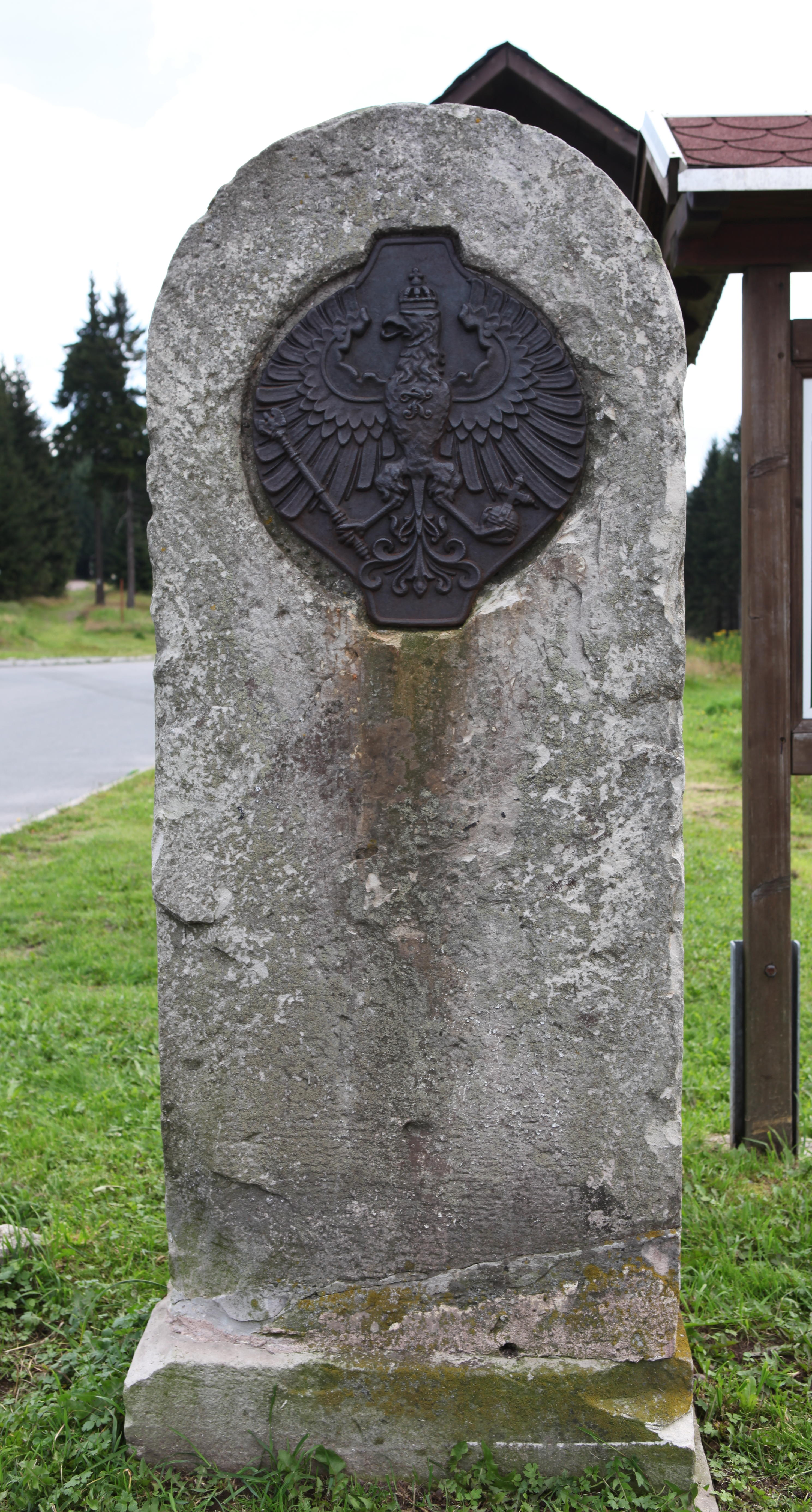
Flurdenkmal: ein Grenzadler

### Sonstige
- Baudenkmal
- Gartendenkmal
- Industriedenkmal
- Klangdenkmal
- Kunstdenkmal
- Technisches Denkmal

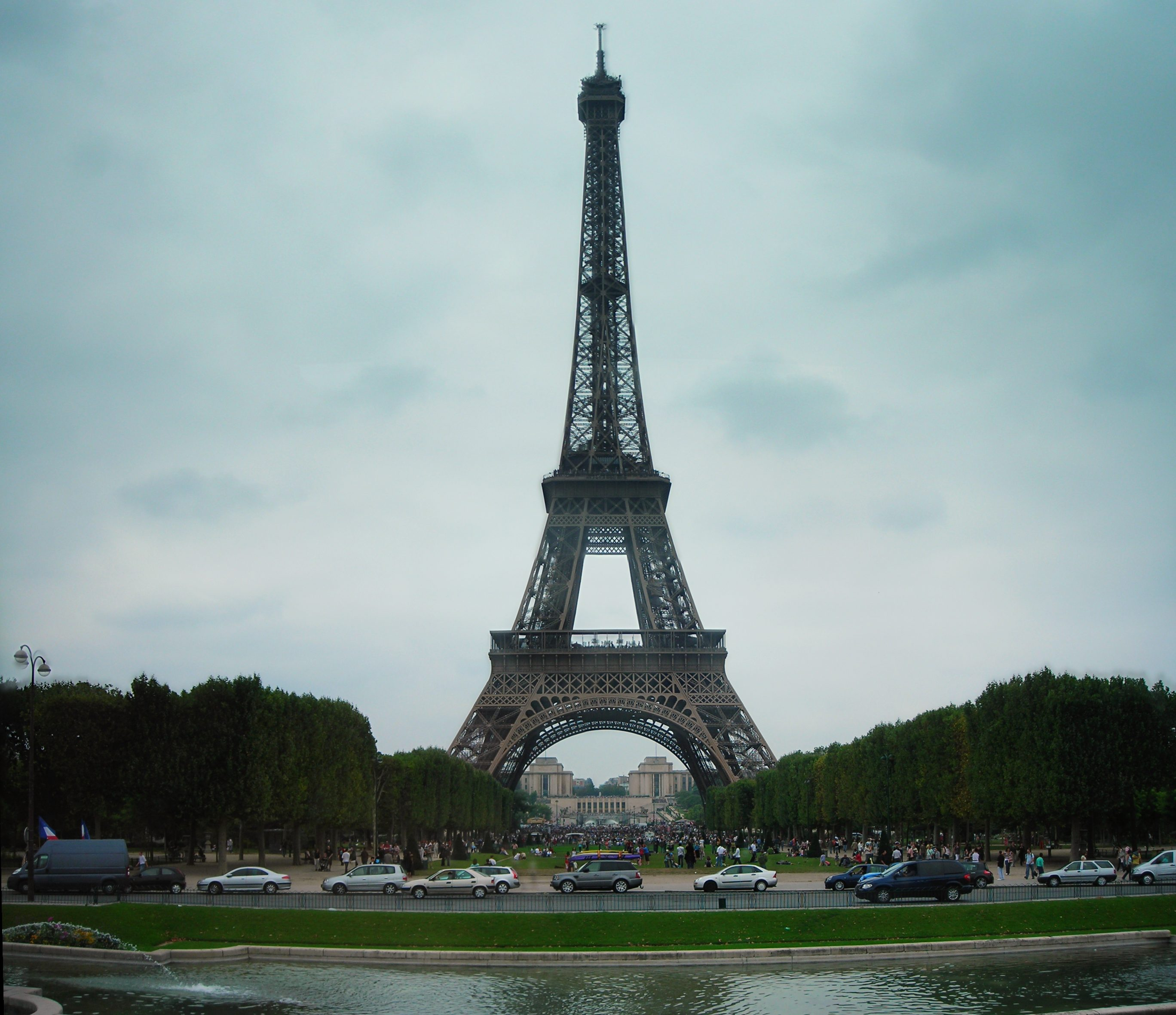
Baudenkmal und technisches Denkmal: der Eiffelturm
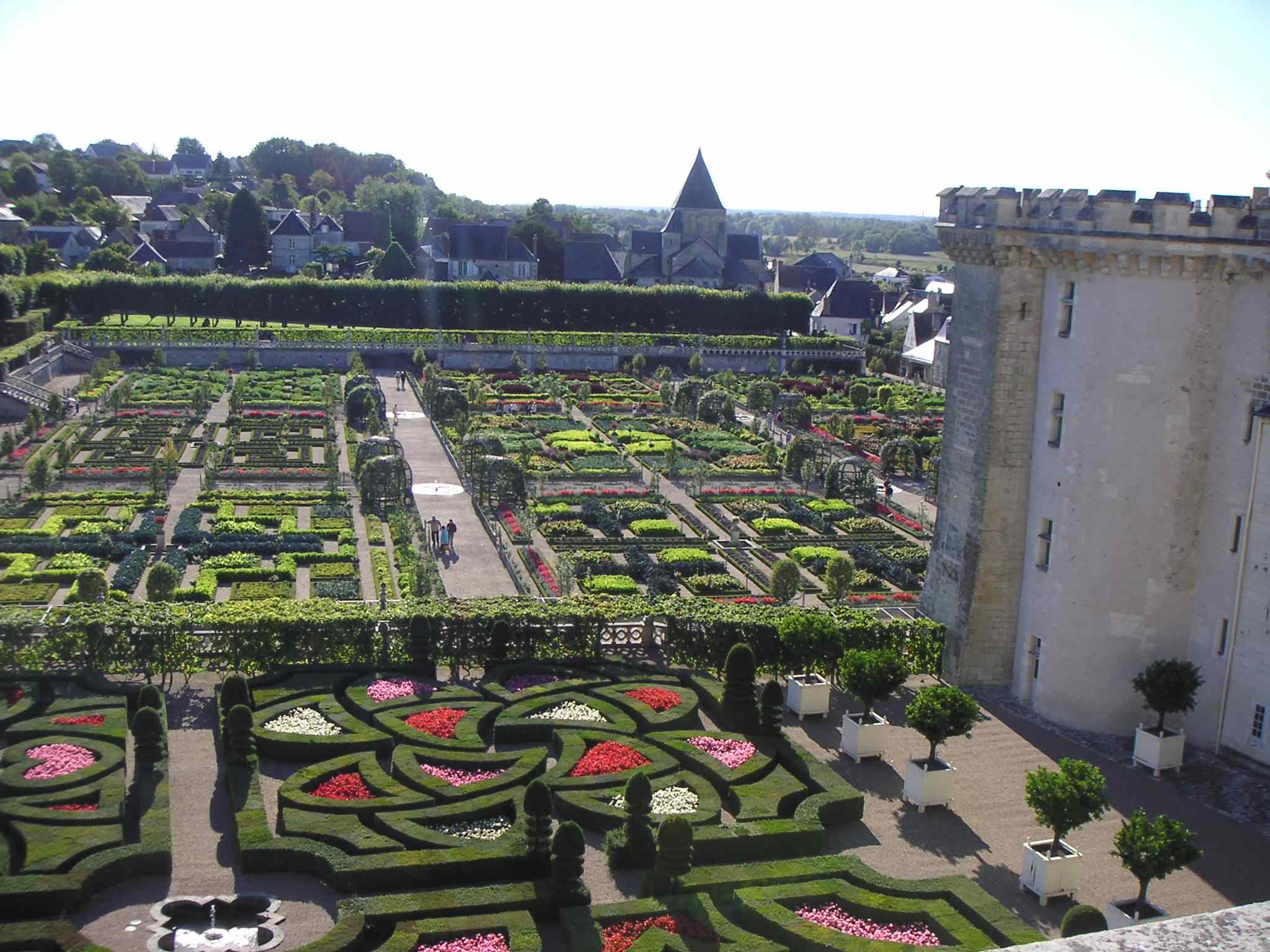
Gartendenkmal: Renaissancegarten von Schloss Villandry
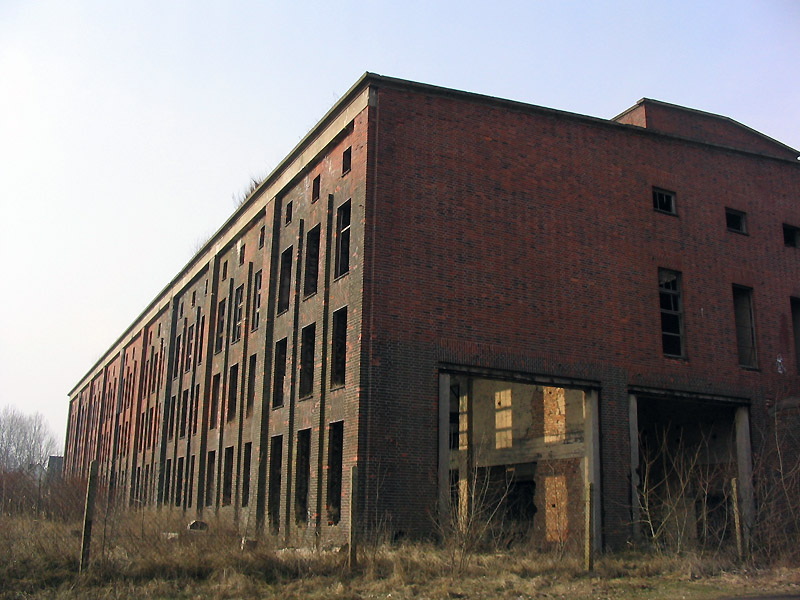
Industriedenkmal: Sauerstoffwerk II in Peenemünde
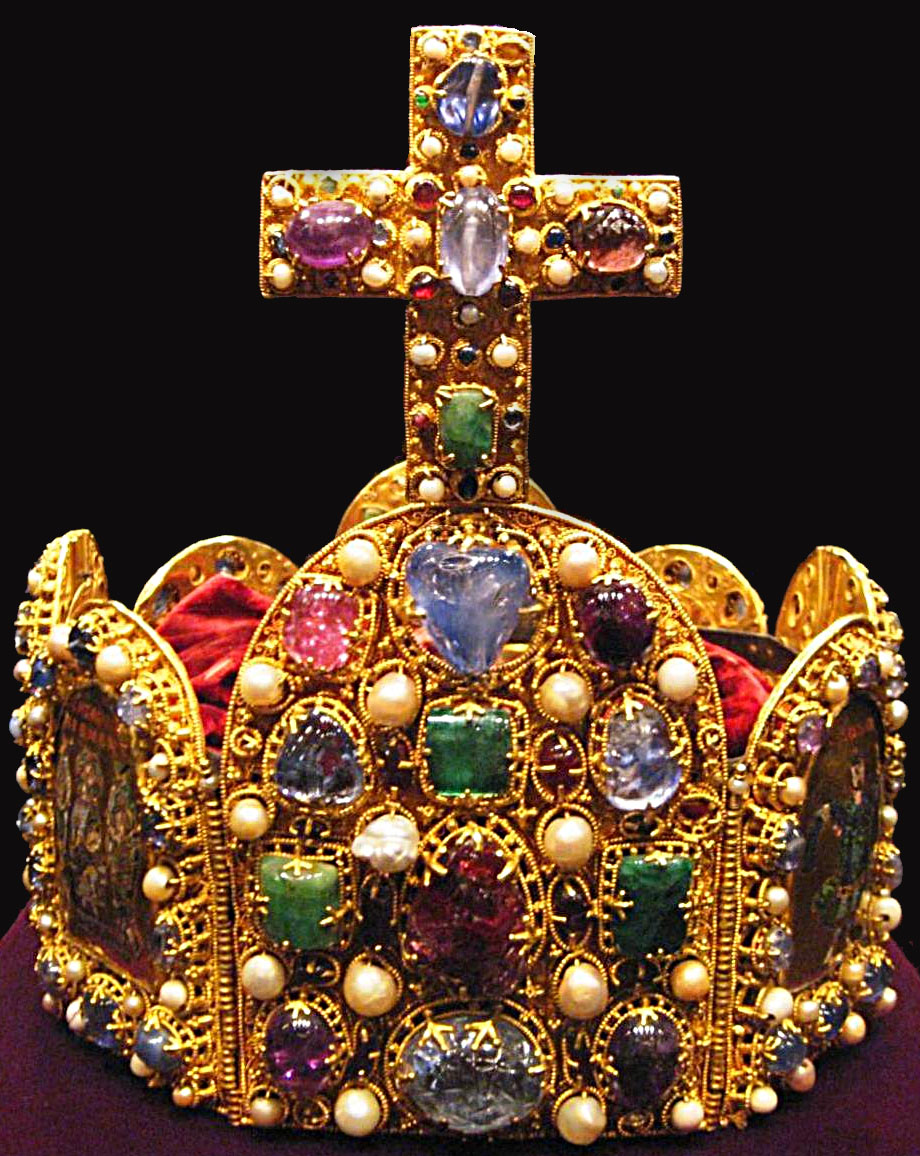
Kunstdenkmal: Reichskrone
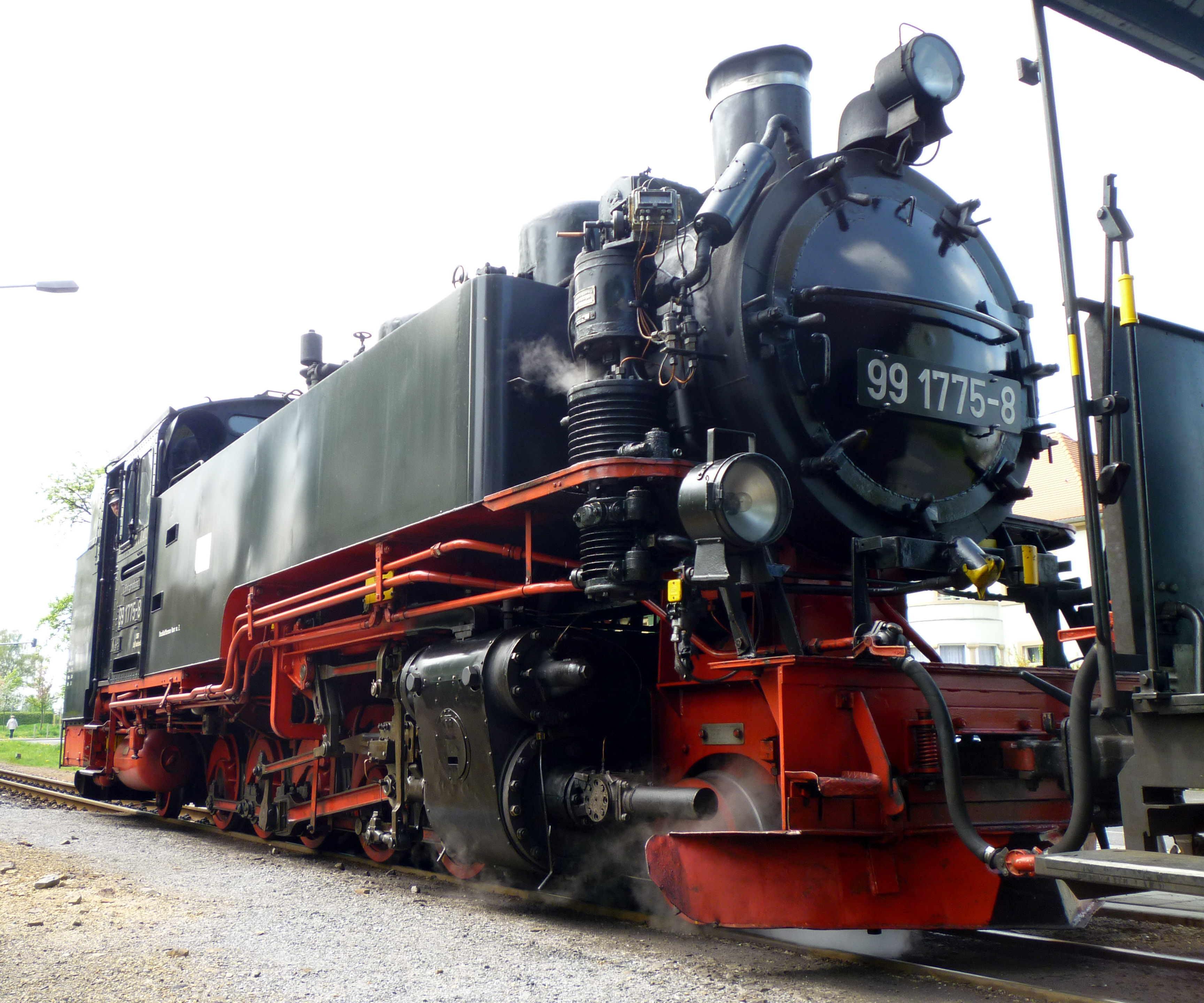
Bewegliches technisches Denkmal: Lokomotive 99 1775-8

## Kategorien in der Denkmaltopographie Bundesrepublik Deutschland
In der Schriftenreihe Denkmaltopographie Bundesrepublik Deutschland werden vier Kategorien von Denkmalen unterschieden:
- Baudenkmale
- Gesamtanlagen (Ensembles)
- Grünflächen
- Denkmale des Wasserbaus

## Denkmalschutzgesetze in Deutschland
In Deutschland sind die Bundesländer für die Kultur zuständig (Kulturhoheit der Länder). Jedes der 16 Bundesländer hat sein eigenes Denkmalschutzgesetz, in dem der Begriff Kulturdenkmal bzw. Denkmal genauer definiert wird. Dabei gibt es Unterschiede, beispielsweise im Hessischen Denkmalschutzgesetz die Besonderheit, dass Fossilien, obwohl es Naturdenkmäler sind, zu den Bodendenkmälern gerechnet und deshalb mitbehandelt werden. Die nachfolgende Tabelle stellt in der rechten Spalte dar, in welche Kategorien Denkmale jeweils eingeteilt werden. In Baden-Württemberg wird keine solche Unterteilung vorgenommen.
| Land                   | Gesetz                                                     | Innere Aufteilung |
| ---------------------- | ---------------------------------------------------------- | --- |
| Baden-Württemberg      | Gesetz zum Schutz der Kulturdenkmale                       | Eingetragen im Denkmalbuch Art.12-Baudenkmal |
| Berlin                 | Denkmalschutzgesetz Berlin                                 | - Baudenkmale - Denkmalbereiche - Gartendenkmale - Bodendenkmale |
| Bremen                 | Gesetz zur Pflege und zum Schutz der Kulturdenkmäler       | - Unbewegliche Denkmäler: Baudenkmäler, Denkmäler der Kunst, Kultur oder Technik - Ensembles - Bewegliche Denkmäler einschließlich Urkunden und Sammlungen - Bodendenkmäler |
| Hamburg                | Denkmalschutzgesetz                                        | - Baudenkmäler - Ensembles - Gartendenkmäler - Bodendenkmäler - bewegliche Denkmäler |
| Hessen                 | Hessisches Denkmalschutzgesetz                             | - Bodendenkmäler (einschließlich Fossilien) - Baudenkmäler - Grünanlagen (Gartendenkmäler) - Gesamtanlagen |
| Mecklenburg-Vorpommern | Denkmalschutzgesetz (Mecklenburg-Vorpommern)               | - Baudenkmäler - Bodendenkmäler - bewegliche Denkmäler |
| Niedersachsen          | Niedersächsisches Denkmalschutzgesetz                      | - Gruppen baulicher Anlagen - Baudenkmäler inkl. Gartendenkmäler, technische Denkmäler, Kleindenkmäler - Bodendenkmäler |
| Rheinland-Pfalz        | Landesgesetz zum Schutz und zur Pflege der Kulturdenkmäler | - Unbewegliche Kulturdenkmäler: Einzeldenkmäler und Bauwerke, Denkmalzonen - Bewegliche Kulturdenkmäler - Bodendenkmäler |
| Saarland               | Saarländisches Denkmalschutzgesetz                         | - Baudenkmäler - Bodendenkmäler - Bewegliche Kulturdenkmäler - Denkmalbereiche |
| Sachsen                | Sächsisches Denkmalschutzgesetz                            | - Bauwerke - Siedlungen oder Ortsteile, Straßen- oder Platzbilder oder Ortsansichten - Werke der Garten- und Landschaftsgestaltung, historische Landschaftsformen - Werke der Produktions- und Verkehrsgeschichte - Orte und Gegenstände zu wissenschaftlichen Anlagen oder Systemen - Steinmale - Unbewegliche und bewegliche archäologische Sachzeugen - Werke der bildenden Kunst und des Kunsthandwerks - Sammlungen |
| Sachsen-Anhalt         | Denkmalschutzgesetz des Landes Sachsen-Anhalt              | - Baudenkmale - Denkmalbereiche - Archäologische Kulturdenkmale - Archäologische Flächendenkmale - Bewegliche Kulturdenkmale und Bodenfunde - Kleindenkmale |
| Schleswig-Holstein     | Gesetz zum Schutz der Denkmale                             | - Kulturdenkmale - Baudenkmale - Archäologische Denkmale - Gründenkmale - bewegliche Kulturdenkmale - Schutzzonen - Welterbestätten - Pufferzonen - Denkmalbereiche - Grabungsschutzgebiete |
| Thüringen              | Thüringer Denkmalschutzgesetz                              | - Kulturdenkmale - Denkmalensembles - Bodendenkmale |

## Statistik
Nach Zählung des Nationalkomitees für Denkmalschutz Anfang 2008 hat es 748.105 Baudenkmale sowie 565.696 Bodendenkmale gegeben. Genaue Zahlen können jedoch nicht angegeben werden, da nach den unterschiedlichen Gesetzen der deutschen Bundesländer Objekte durchaus Denkmale sein können, auch wenn sie nicht als solche erfasst wurden. Im Jahr 2013 wurde berichtet, dass Fachleute die Zahl der Kulturdenkmäler in Deutschland auf rund 1,3 Millionen schätzen.